# Amnart Pamornprasert
Amnart Pamornprasert (thailändisch อำนาจ ภมรประเสริฐ, * 16. Februar 1996), auch als Tei bekannt, ist ein thailändischer Fußballspieler.

## Karriere
Amnart Pamornprasert spielte 2013 bei Osotspa-Saraburi und 2014 bei Ratchaburi Mitr Phol. Wo er 2015 gespielt hat, ist unbekannt. Seit mindestens 2016 steht er beim Erstligisten Chiangrai United in Chiangrai unter Vertrag. Die Saison 2017 wurde er an den Zweitligaaufsteiger Nongbua Pitchaya FC nach Nong Bua Lamphu ausgeliehen. Die Rückrunde 2018 erfolgte eine Ausleihe zum Zweitligisten Chiangmai FC. Mit dem Verein aus Chiangmai wurde er Ende 2018 Tabellendritter und stieg in die erste Liga auf. 2019 wechselte er ebenfalls auf Leihbasis zum Zweitligaaufsteiger JL Chiangmai United FC. Anfang 2020 wurde der Verein von JL Chiangmai United in Chiangmai United umbenannt. Im März 2021 feierte er mit Chiangmai die Vizemeisterschaft und den Aufstieg in die erste Liga. Nach einer Saison in der ersten Liga musste er mit Chiangmai nach der Saison 2021/22 wieder in die zweite Liga absteigen. Am 1. Juni 2021 wurde er von Chiangmai fest unter Vertrag genommen. Nach insgesamt 41 Ligaspielen für Chiangmai wurde sein Vertrag im Sommer 2024 nicht verlängert. Mitte August 2024 verpflichtete ihn der Drittligist Maejo United FC. Mit dem Verein aus Chiangmai spielt er in der Northern Region der Liga. Am Ende der Saison 2024/25 feierte er mit dem Verein die Meisterschaft der Region.

## Erfolge
Chiangmai United FC
- Thailändischer Zweitligavizemeister: 2020/21  ▲

Maejo United FC
- Thai League 3 – North: 2024/25